# ABC (tidskrift)
ABC var en albanskspråkig månatlig tidskrift för politik, litteratur och samhällsfrågor, startad i Tirana 1936 av Petro Marko och Asim Vokshi. Den utkom endast med två nummer och bannlystes av albanska myndigheter.